# Mablaqah
Mablaqah és una muntanya del Iemen de 380 metres sobre el nivell del mar, a la governació de Shabwa, que dona nom a una antiga ruta establerta pel regne de Qataban per portar l'encens i la mirra des de l'Hadramaut cap als seus mercats a l'Orient mitjà.
La part entre la vall de Beihan i la vall d'Harib estava dominada per aquesta zona muntanyosa que fou eficaçment treballada, en seva la part més difícil de quasi cinc kilòmetres, per tal de facilitar el pas. La ruta, que és de l'entorn de 4 metres, està formada per un empedrat de lloses i els costats protegits per parets. La muntanya de Mablaqah era el punt d'unió de diverses rutes de l'encens i la mirra.
Avui dia constitueix una de les atraccions turístiques del Iemen.